# Ружан (Польща)
Ру́жан (пол. Różan) — місто в центрально-східній Польщі, на річці Нарев.
Належить до Маковського повіту Мазовецького воєводства.

## Демографія
Демографічна структура станом на 31 березня 2011 року:
|          | Загалом | Допрацездатний вік | Працездатний вік | Постпрацездатний вік |
| -------- | ------- | ------------------ | ---------------- | -------------------- |
| Чоловіки | 1331    | 229                | 972              | 130                  |
| Жінки    | 1436    | 260                | 890              | 286                  |
| Разом    | 2767    | 489                | 1862             | 416                  |